# Casa Nuova
Casa Nuova (Nieuwe Huis) aan de Eemnesserweg 10 is een villa in Baarn in de provincie Utrecht. Casa Nuova staat op de hoek Eemnesserweg-Veldstraat.
Het herenhuis werd in 1895 gebouwd in neorenaissancestijl, gezien de bepleisterde decoraties. Het pand stond midden 20e eeuw bekend als het pension van de dames Van de Meent. In 1975 werd Casa Nuova verkocht aan de Stichting voor Sociale Dienstverlening (S.S.D.V.). In het pand met 500 m² kantoorruimte is sinds 2013 een makelaardij gevestigd.